# Daban
Daban est une localité et une commune rurale du Mali, chef-lieu d'arrondissement  dans le Cercle de Néguéla et la région de Koulikoro. 

## Géographie
Situé à l'est du village Faradoun, la commune est située au centre du pays Bélédougou.

## Population
La population est majoritairement constituée par des Bambaras, avec pour patronyme : Traoré, Coulibaly, Diarra.

## Villages
La commune s'étend sur 10 localités relevées lors du recensement général de 2009. 
Les villages les plus peuplés sont :
- N'Tjiba (2 427 habitants)
- Daban (2 358 habitants)
- Markadougou Sirakoro (1 584 habitants)